# Перес, Неуэн
Патри́сио Неуэ́н Пе́рес (исп. Patricio Nehuén Pérez; род. 24 июня 2000, Урлингам, Буэнос-Айрес) — аргентинский футболист, защитник итальянского клуба «Удинезе» и национальной сборной Аргентины. Выступает на правах аренды за клуб «Порту». Участник Олимпийских игр в Токио.

## Клубная карьера
Перес — воспитанник клуба «Архентинос Хуниорс». 9 мая 2018 года в поединке Кубка Аргентины против «Индепендьенте Чивилькой» он дебютировал за основной состав. Летом того же года Неуэн перешёл в испанский Атлетико Мадрид, но для получения игровой практики был оставлен в «Архентинос Хуниорс». 12 ноября в матче против «Тигре» он дебютировал в аргентинской Примере. Летом 2019 года Перес был арендован португальским клубом «Фамаликан». 10 августа в матче против «Санта-Клара» он дебютировал в Сангриш лиге. 31 августа в поединке против «Авеша» Неуэн забил свой первый гол за «Фамаликан».
В 2020 году Перес на правах аренды перешёл в «Гранаду». 25 октября в матче против «Хетафе» он дебютировал в Ла Лиге.
Летом 2021 года Перес был арендован итальянским «Удинезе». 7 ноября в матче против «Сассуоло» он дебютировал в итальянской Серии A.

## Международная карьера
В 2017 году Перес принял участие в юношеском чемпионате Южной Америки в Чили. На турнире он сыграл в матчах против команд Венесуэлы, Парагвая, Перу и Бразилии.
В 2019 году в составе молодёжной сборной Аргентины Перес стал серебряным призёром молодёжного чемпионата Южной Америки в Чили, где Хулиан был включён в символическую «сборную турнира». На турнире он сыграл в матчах против Парагвая, Перу, Венесуэлы, Колумбии, Бразилии, Уругвая и дважды Эквадора.
В том же году Перес принял участие в молодёжном чемпионате мира в Польше. На турнире он сыграл в матчах против команд ЮАР, Португалии и Мали. В поединке против португальцев Неуэн забил гол.
В 2021 году в составе олимпийской сборной Аргентины Перес принял участие в Олимпийских играх в Токио. На турнире он сыграл в матчах против сборных Австралии, Египта и Испании.

## Статистика
| Клуб                 | Сезон            | Чемпионат        | Чемпионат | Чемпионат | Кубок | Кубок | Кубок Лиги | Кубок Лиги | Еврокубки | Еврокубки | Другие | Другие | Всего | Всего |
| Клуб                 | Сезон            | Лига             | Игры      | Голы      | Игры  | Голы  | Игры       | Голы       | Игры      | Голы      | Игры   | Голы   | Игры  | Голы  |
| -------------------- | ---------------- | ---------------- | --------- | --------- | ----- | ----- | ---------- | ---------- | --------- | --------- | ------ | ------ | ----- | ----- |
| Архентинос Хуниорс   | 2017/18          | Primera División | 0         | 0         | 1     | 0     | —          | —          | —         | —         | 0      | 0      | 1     | 0     |
| Атлетико Мадрид      | 2018/19          | La Liga          | 0         | 0         | 0     | 0     | —          | —          | 0         | 0         | 0      | 0      | 0     | 0     |
| → Архентинос Хуниорс | 2018/19          | Primera División | 3         | 0         | 0     | 0     | 0          | 0          | —         | —         | 0      | 0      | 3     | 0     |
| Атлетико Мадрид      | 2019/20          | La Liga          | 0         | 0         | 0     | 0     | —          | —          | 0         | 0         | 0      | 0      | 0     | 0     |
| → Фамаликан          | 2019/20          | Primeira Liga    | 23        | 1         | 1     | 0     | 1          | 0          | —         | —         | 0      | 0      | 25    | 1     |
| Атлетико Мадрид      | 2020/21          | La Liga          | 0         | 0         | 0     | 0     | —          | —          | 0         | 0         | 0      | 0      | 0     | 0     |
| → Гранада            | 2020/21          | La Liga          | 2         | 0         | 0     | 0     | —          | —          | —         | —         | 0      | 0      | 2     | 0     |
| Всего за карьеру     | Всего за карьеру | Всего за карьеру | 28        | 1         | 2     | 0     | 1          | 0          | 0         | 0         | 0      | 0      | 31    | 1     |